# Пир Бабетты
«Пир Бабетты» (дат. Babettes gæstebud) — художественный фильм, снятый датским режиссёром Габриэлем Акселем по одноимённой повести Карен Бликсен в 1987 году.
Картина завоевала Специальный приз экуменического жюри Каннского кинофестиваля (1987), премию «Оскар» (1988), премию «BAFTA» (1989) и другие награды. В 2006 году «Пир Бабетты» стал одним из двенадцати фильмов, которые были включены в Датский культурный канон — перечень произведений искусства, признанных важнейшей частью датского культурного наследия.

## Сюжет
Действие фильма, в отличие от повести, происходит не в Норвегии, а в Дании второй половины XIX века.
В небольшой рыбацкой деревушке на западе Ютландии лютеранский проповедник организовал из своих прихожан суровую и аскетическую секту. Его дочери, названные в честь Мартина Лютера и Филиппа Меланхтона, во всём помогали отцу и после его смерти продолжили приходские собрания. Мартина, верная долгу послушной христианки, отвергла ухаживания молодого офицера, Филиппа отказалась от карьеры певицы, предсказанной ей знаменитым французским оперным певцом, Ахиллом Папеном, который приехал набраться сил на морском побережье.
Так сложилось, что много лет спустя сёстры взяли в дом в качестве прислуги француженку Бабетту, бежавшую из охваченного террором революционного Парижа. Для ведущих скромную сельскую жизнь женщин вовсе не требовалась кухарка, но Бабетта, приехавшая с рекомендательным письмом Папена, наотрез отказалась от любого другого места.
Долгие годы Бабетта стряпала нехитрую снедь для своих гостеприимных хозяек, пока из Парижа не пришло удивительное известие — лотерейный билет, давно купленный Бабеттой, оказался выигрышным и ей полагалось получить десять тысяч франков. Сёстры поздравили её с выигрышем, старательно скрывая свою грусть от предстоящей разлуки.
Перед отъездом Бабетта попросила разрешения угостить праздничным обедом паству, собиравшуюся отметить 100-летний юбилей своего проповедника в доме сестёр. Она договорилась с одним из своих знакомых о присылке лучших продуктов и вин из Парижа. В этом скрывалась её небольшая тайна — в прошлой жизни она была лучшим поваром знаменитого среди гурманов «Кафе Англез».
Обед прошёл просто блистательно, присутствовавший среди гостей генерал (бывший некогда тем самым влюблённым лейтенантом) дал понять, что качество приготовленных яств соответствует высочайшим стандартам. Скромные жители деревни, аскетичные и умеренные в еде, довольствующиеся рыбой и хлебной похлёбкой, были зачарованы калейдоскопом сменявших друг друга блюд и изысканных вин.
После прощания с уходящими в самом прекрасном расположении духа гостями, Бабетта призналась, что все десять тысяч были ей истрачены на покупку продуктов, ведь именно столько стоил бы званый обед на дюжину персон в хорошем французском ресторане. Теперь, когда у неё нет денег, а дома не осталось никого из тех, кто так долго ждал её возвращения, Бабетта просила сестёр не отказать ей в просьбе остаться у них навсегда.

## В ролях
- Стефан Одран — Бабетта
- Бодил Кьер — Филиппа
- Биргитте Федерспиль — Мартина
- Ярль Кулле — генерал Лоренс Лёвенхельм
- Жан-Филипп Лафон — Ахилл Папен
- Биби Андерсон — гофдама
- Гита Нёрбю — рассказчик
- Вигго Бенцон — рыбак
- Лизбет Мовин — вдова
- Эббе Роде — Кристофер

## Награды и номинации

### Награды
- Премия «Оскар» за лучший фильм на иностранном языке
- Премия BAFTA за лучший фильм на иностранном языке
- Специальный приз экуменического жюри Каннского фестиваля (Габриэль Аксель)
- Серебряный кондор Аргентинской ассоциации кинокритиков за лучший иностранный фильм
- Премия «Серебряная лента» Итальянского национального профсоюза киножурналистов за лучшую женскую роль в иностранном фильме
- Премия Общества кинокритиков Канзаса за лучший иностранный фильм
- Премия Лондонского кружка кинокритиков за лучший фильм на иностранном языке
- Премия Лондонского кружка кинокритиков за лучшую женскую роль (Стефан Одран)
- Премия Robert Festival за лучшую женскую роль (Стефан Одран)
- Гран-при жюри Фестиваля скандинавских фильмов в Руане
- Приз зрительских симпатий Фестиваля скандинавских фильмов в Руане

### Номинации
- Премия BAFTA за лучший фильм
- Премия BAFTA за лучшую режиссуру (Габриэль Аксель)
- Премия BAFTA за лучшую женскую роль (Стефан Одран)
- Премия BAFTA за лучший адаптированный сценарий (Габриэль Аксель)
- Премия BAFTA за лучшую операторскую работу (Хеннинг Кристиансен)
- Премия «Золотой глобус» за лучший фильм на иностранном языке